# Laurence Auer
Laurence Auer, née le 26 août 1959 à Genève, est une diplomate française, ministre plénipotentiaire. Elle est ambassadrice de France auprès de la République hellénique depuis août 2023. Elle a exercé les fonctions d'ambassadrice de France à Bucarest d'octobre 2020 à juillet 2023. 

## Études
Laurence Auer est diplômée des instituts d'études politiques d'Aix-en-Provence (1983) et de Paris (1987, DEA d’études politiques) section « monde arabe contemporain ». 
Elle est boursière du programme Fulbright à Berkeley et à l'UCLA. 
Elle est titulaire d’une maîtrise en langue et littérature arabes et d'une licence en langue et civilisations anglaise et américaine. 

## Carrière diplomatique
Elle débute au ministère de la Culture et de la Communication en 1984 et rejoint la direction du développement du ministère des Affaires étrangères en 1985. En 1986, elle rejoint la direction des Nations unies et organisations internationales (NUOI) puis en 1988 le cabinet du secrétaire d'État chargé de l'Environnement dans le Gouvernement Michel Rocard Brice Lalonde (Génération écologie). De 1991 à 1995, elle est conseillère à la Représentation permanente de la France auprès de l'Union européenne. De 1995 à 1999, elle est détachée auprès de la Commission européenne où elle est responsable du suivi du processus de Barcelone. De juin 1999 à septembre 2000, elle est porte-parole pour la politique régionale et la conférence des représentants des gouvernements des États membres de l'Union européenne (CIG) à la Commission européenne à Bruxelles. De septembre 2000 à mai 2002, elle est porte-parole adjointe et sous-directrice de la presse du ministère français des Affaires étrangères Hubert Védrine (Gouvernement Lionel Jospin) et de juin 2002 à août 2003 elle devient conseiller technique au ministère des Affaires étrangères auprès du ministre Dominique de Villepin (Gouvernement Raffarin). De juin 2003 à septembre 2006, elle est porte-parole adjointe du président français Jacques Chirac (avec Catherine Colonna, puis Jérôme Bonnafont).
De septembre 2006 à septembre 2010, elle est directrice de l'Institut français du Royaume-Uni  et conseillère culturelle à l'ambassade de France à Londres. Elle est secrétaire générale de l'Institut français à Paris de septembre 2010 à janvier 2013.
En novembre 2012, elle est nommée ambassadrice de France à Skopje, où elle reste 4 ans. En septembre 2016, elle devient directrice adjointe de l’Union européenne au ministère des Affaires étrangères et du Développement international, puis en juillet 2017 directrice de la culture, de l’enseignement, de la recherche et du réseau,. Elle supplée à ce titre Laurent Bili comme présidente du conseil d'administration de l'Agence pour l'enseignement français à l'étranger (AEFE).
En septembre 2020, elle est nommée ambassadrice extraordinaire et plénipotentiaire de la République française en Roumanie.
Le 11 juillet 2023, elle est nommée ambassadrice extraordinaire et plénipotentiaire de la République française en République hellénique en remplacement de Patrick Maisonnave à compter du 1er août 2023.

## Décorations
- Chevalière de la Légion d'honneur (2011)[8]
- Officière de l'ordre national du Mérite (2016)
- Chevalière de l'ordre des Arts et des Lettres
- Commandeure de l'ordre de l'Étoile de Roumanie (2023)[13]